# بنت کریستنسن (کارگردان)
بنت کریستنسن (دانمارکی: Bent Christensen؛ ‏ ۲۸ مهٔ ۱۹۲۹ – ۶ ژانویهٔ ۱۹۹۲) کارگردان فیلم و بازیگر اهل دانمارک بود.
از فیلم‌هایی که وی در آن‌ها نقش داشته‌است، می‌توان به زمستان آخر و دختر و چاله آب اشاره نمود.